# Comuna Orlivske, Krasnoperekopsk
Orlivske (în ucraineană Орлівське) este o comună în raionul Krasnoperekopsk, Republica Autonomă Crimeea, Ucraina, formată din satele Novomîkolaiivka, Orlivske (reședința), Șatrî și Znameanka.

## Demografie
Componența lingvistică a comunei Orlivske
     Rusă (39%)
     Ucraineană (32,7%)
     Tătară crimeeană (20,78%)
     Alte limbi (0,6%)
Conform recensământului din 2001, nu exista o limbă vorbită de majoritatea populației, aceasta fiind compusă din vorbitori de rusă (39%), ucraineană (32,7%) și tătară crimeeană (20,78%).